# ビョルヴィカ

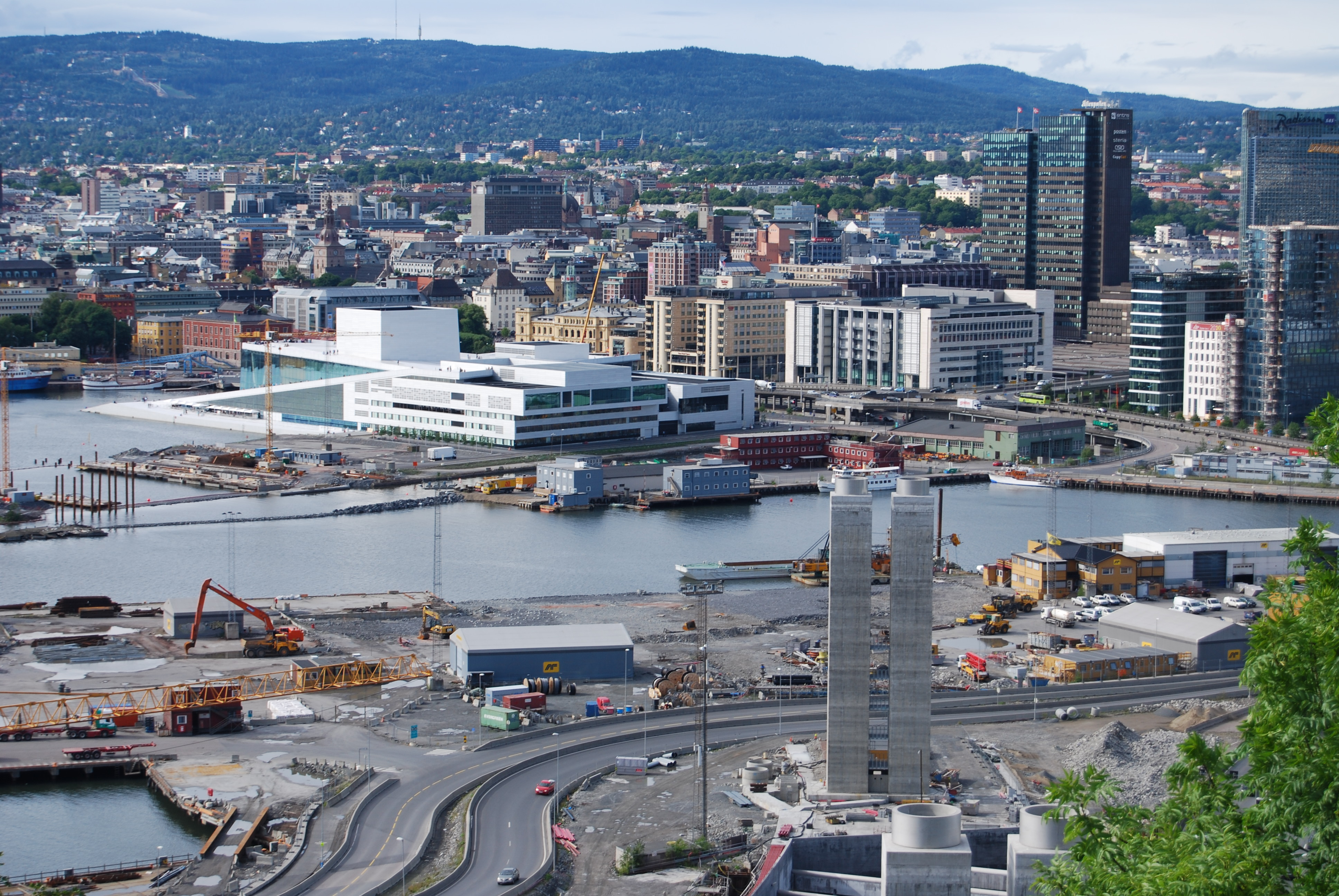
ビョルヴィカ地区

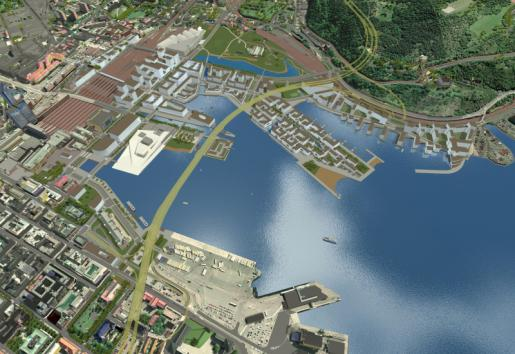
ビョルヴィカ地区の開発計画。高速道路や港湾の跡地に住宅などが建ち、高速道路は入り江を横断する沈埋トンネル（ビョルヴィカトンネル、2010年5月開通）に移される

ビョルヴィカ（ビョルヴィーカ、ノルウェー語: Bjørvika）はノルウェーの首都オスロのセントルム区（Sentrum、「中央区」）にある臨海地域。オスロ・フィヨルドの湾奥の入り江の一つに面した地区で、東は1624年の大火以前にオスロの町があったガムレビェン地区 (Gamlebyen) に、西は現在のオスロ中心市街地の南の岬に建つアーケシュフース城に挟まれている。ビョルヴィカの入り江には北からアーケル川 (Akerselva) が、東からアルナ川 (Alnaelva) が流れ込んでいる。
ビョルヴィカの入り江の北にはオスロ中央駅があり、入り江は鉄道や高速道路に囲まれた港湾地区となっていた。しかし2000年代から港湾施設を撤去してのウォーターフロント開発が進められている。ビョルヴィカはオスロの文化の新たな中心となることが意図されており、2007年には国立のオスロ・オペラハウスが移転した。2013年にはムンク美術館とステネルセン美術館がビョルヴィカの新たな美術館（ムンク/ステネルセン、Munch/Stenersen）へ移転することになっている。ビョルヴィカの入り江の海岸線に沿って走っていた高速道路E18号線は、入り江の中央を沈埋トンネルで横断するようにルートが変更されることになっており、今まで都心と入り江の間に立ちふさがってきた高速道路は撤去され、跡地に集合住宅などが建つ計画となっている。

## 地名の由来
古ノルド語では「Bjárvík」（ビャールヴィーク）といった。町を意味する「býr」の属格と、入り江を意味する「vík」が合わさった語で、「町の入り江」となる。

## 歴史

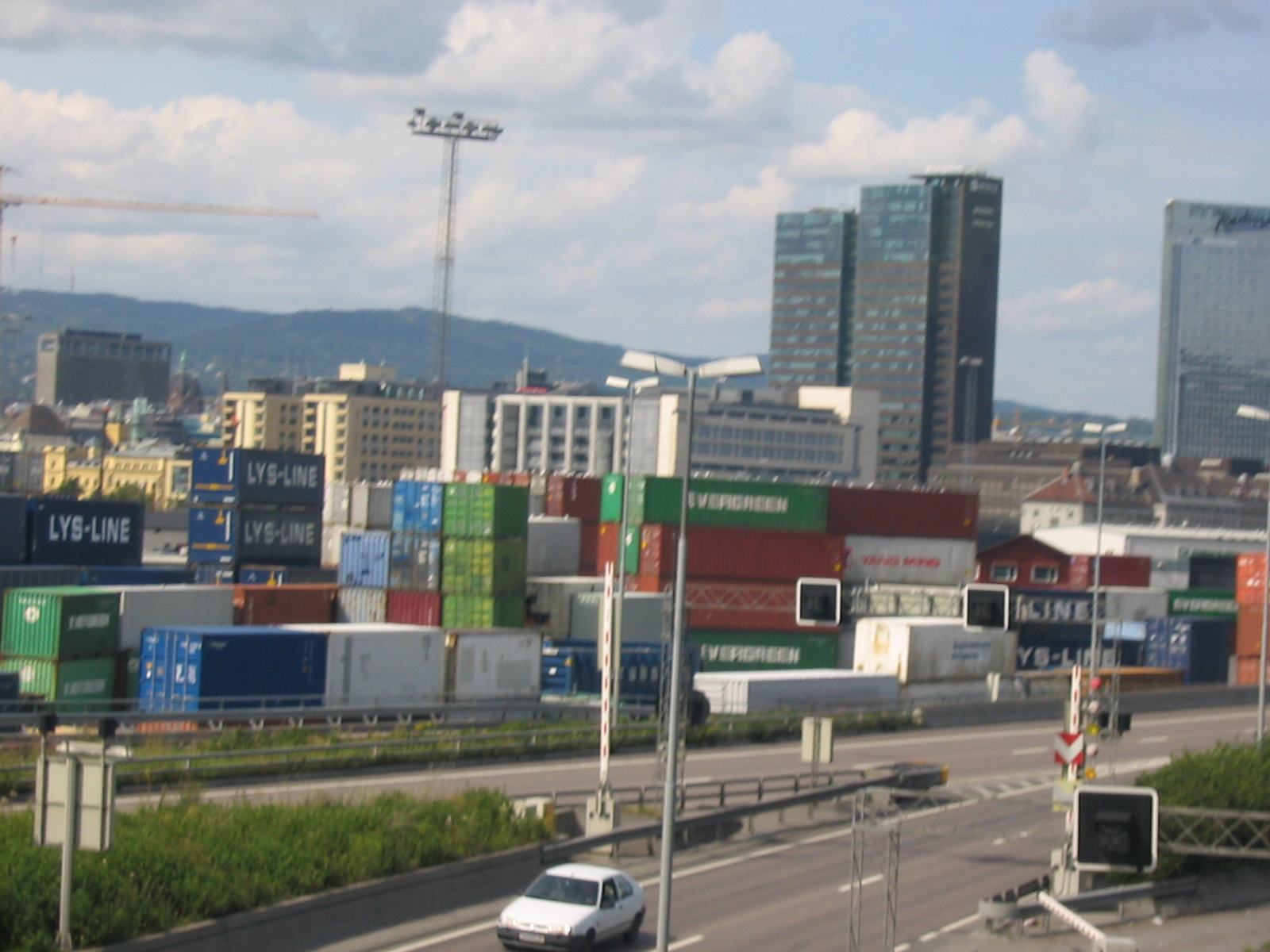
ビョルヴィカ（2004年撮影）。まだ海上コンテナが積まれた港湾地区だった

オスロの町は11世紀頃、アルナ川がオスロ・フィヨルドのビョルヴィカの入り江に流れ込んでいる、戦略的にも交易上でも重要な位置に建てられた（当時の市街地はビョルヴィカの東の、現在のガムレビエン地区にあたる）。1100年には司教座になり、1300年頃には人口は3,000人に達した。アーケシュフース城の建設は1299年に始まっている。当時のオスロは木造の家屋が立ち並んでおり、6つの教会、3つの修道院、王の館と司教の館が建っていた。しかし15世紀から16世紀にかけてオスロは衰退した。特に1537年には、デンマーク＝ノルウェーでの伯爵戦争終結の結果、宗教改革が進展しカトリックが追放され教会領も没収され、さらにノルウェー王国参事会も廃止されてノルウェーは王国からデンマーク王国の一属州となった。これらの出来事でオスロの経済的基盤は破壊され、度重なる大火もオスロを衰弱させた。
1624年の大火の後、国王クリスチャン4世はオスロをアーケシュフース城の付近に移転させ、格子状の街路を整えてレンガ造りの建物を建てさせ、町の名も自らの名にちなみオスロからクリスチャニアへと変えた。クリスチャニアは木材の輸出港として再び繁栄し、新しい町の東にあるビョルヴィカの入り江はオスロ港の中心になった。市民は1801年には8,900人に増えている。

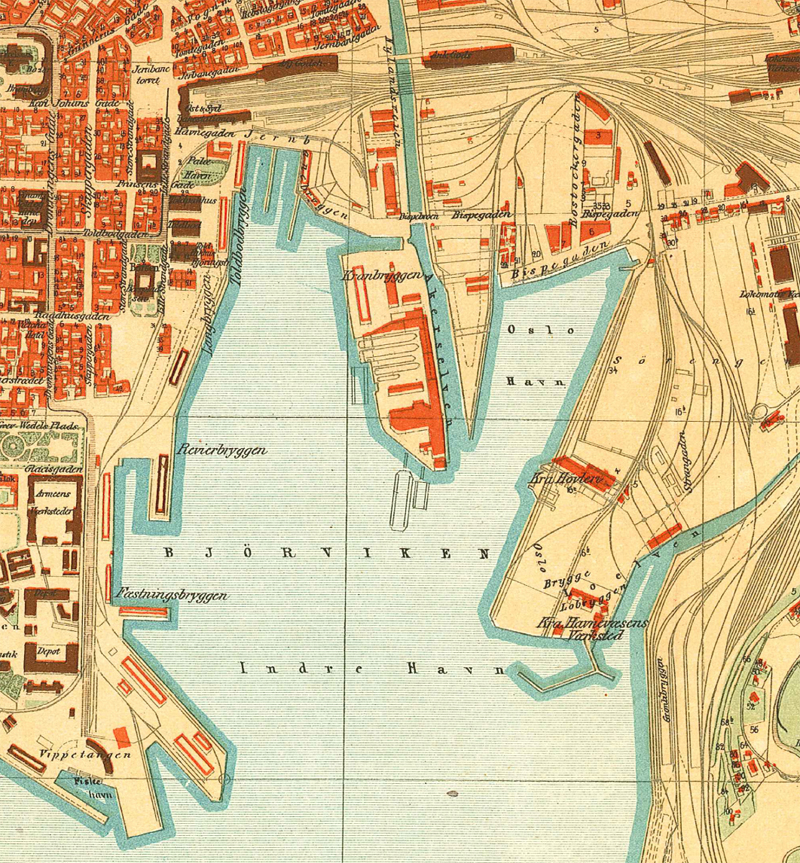
1917年のオスロの地図のうち、ビョルヴィカの部分

1814年、ノルウェーはデンマークからスウェーデンに割譲され、スウェーデン＝ノルウェー同君連合のもとで独自の憲法や議会や政府を持つこととなり、クリスチャニアはノルウェーの政府所在地となった。1840年頃からノルウェーの産業化が始まり、アーケル川沿いに工場が建ち始めた。人口の激増と都市基盤の建設でビョルヴィカは大きく姿を変えていった。1835年に18,000人だったクリスチャニアの人口は1890年には151,000人に増加した。1854年にはクリスチャニアとミョーサ湖を結ぶノルウェー最初の鉄道が開通し、クリスチャニア側の終着駅は当初ビョルヴィカより東のガムレビエン地区に造られた。この駅をより都心に近い場所に伸ばした上で、増加する列車をさばける大きな駅にしようという試みが続けられ、土地買収の上、ビョルヴィカのアーケル川河口をまたぐように「東駅」が1882年に造られた。これが現在のオスロ中央駅にあたる。ビョルヴィカの海側には埠頭が作られ、その上を東駅から分かれた鉄道の貨物線が走るようになった。1878年には砕氷船を使って、オスロフィヨルドの海氷を取り除いて航路を年中開放する試みがなされた。こうして1900年にはクリスチャニア港はノルウェーだけでなく世界の海運でも重要な港になるに至った。

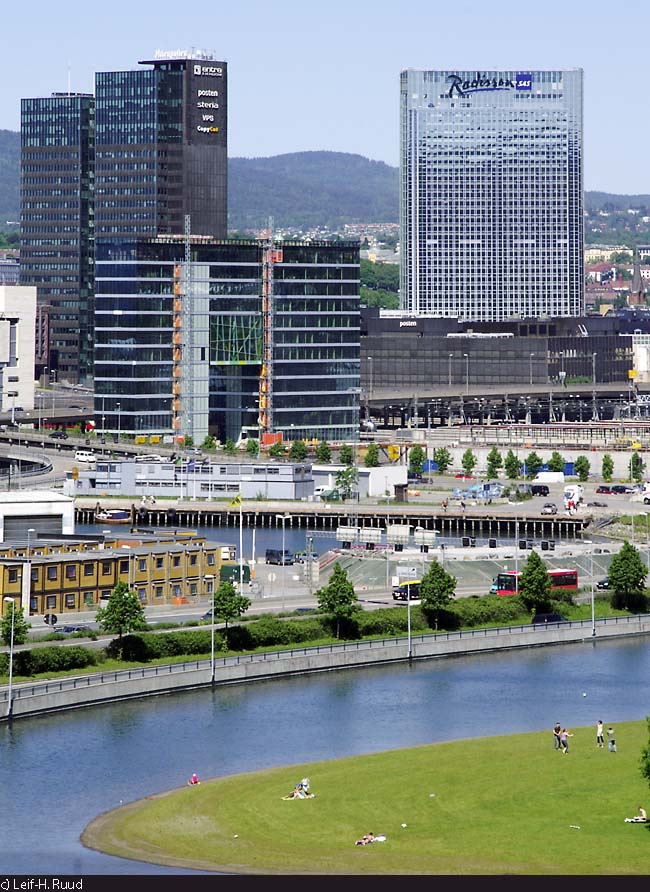
ビョルヴィカのスカイライン

1960年、ノルウェーでは自動車販売の規制緩和で自家用車販売数が激増し、新たな道路が求められるようになった。1970年にはビョルヴィカの埠頭と市街地の間に新たな道路が完成した。一方でオスロ市街地の東西で行き止まりになっている鉄道を都心の地下トンネルで結ぶ工事が進み、1980年にはオスロトンネルが開通し、1987年には拡張工事の完成したオスロ東駅が新たなオスロ中央駅となった。
オスロ市庁舎の西にあったオスロ西駅は廃止され、駅舎はノーベル平和センターとなり、その近くでは造船所が1982年に閉鎖された跡を利用したウォーターフロント開発によりアーケル・ブリッゲ (Aker Brygge) と呼ばれる繁華な再開発地区が1980年代後半から1990年代にかけて誕生した。一方でビョルヴィカは港湾としての利用が続けられ、1960年代から始まったコンテナ化の流れにも対応したものの、次々建設される新たな高速道路やコンテナヤードなどの港湾施設によって、オスロ中央駅の北側の市街地と水辺との間がますます隔てられていった。

## フィヨルドシティ

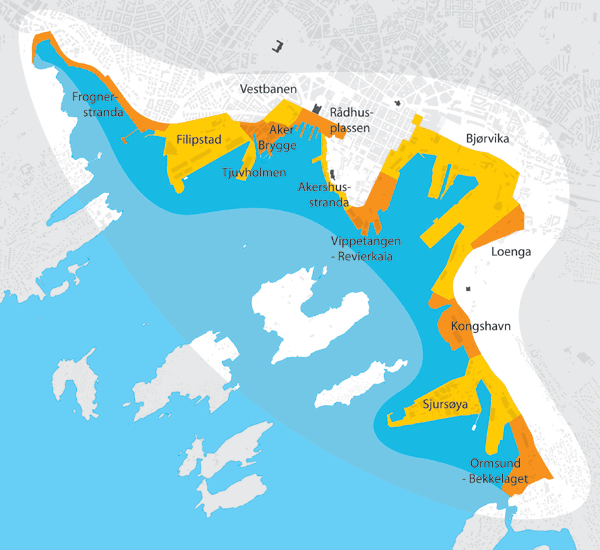
フィヨルドシティ計画

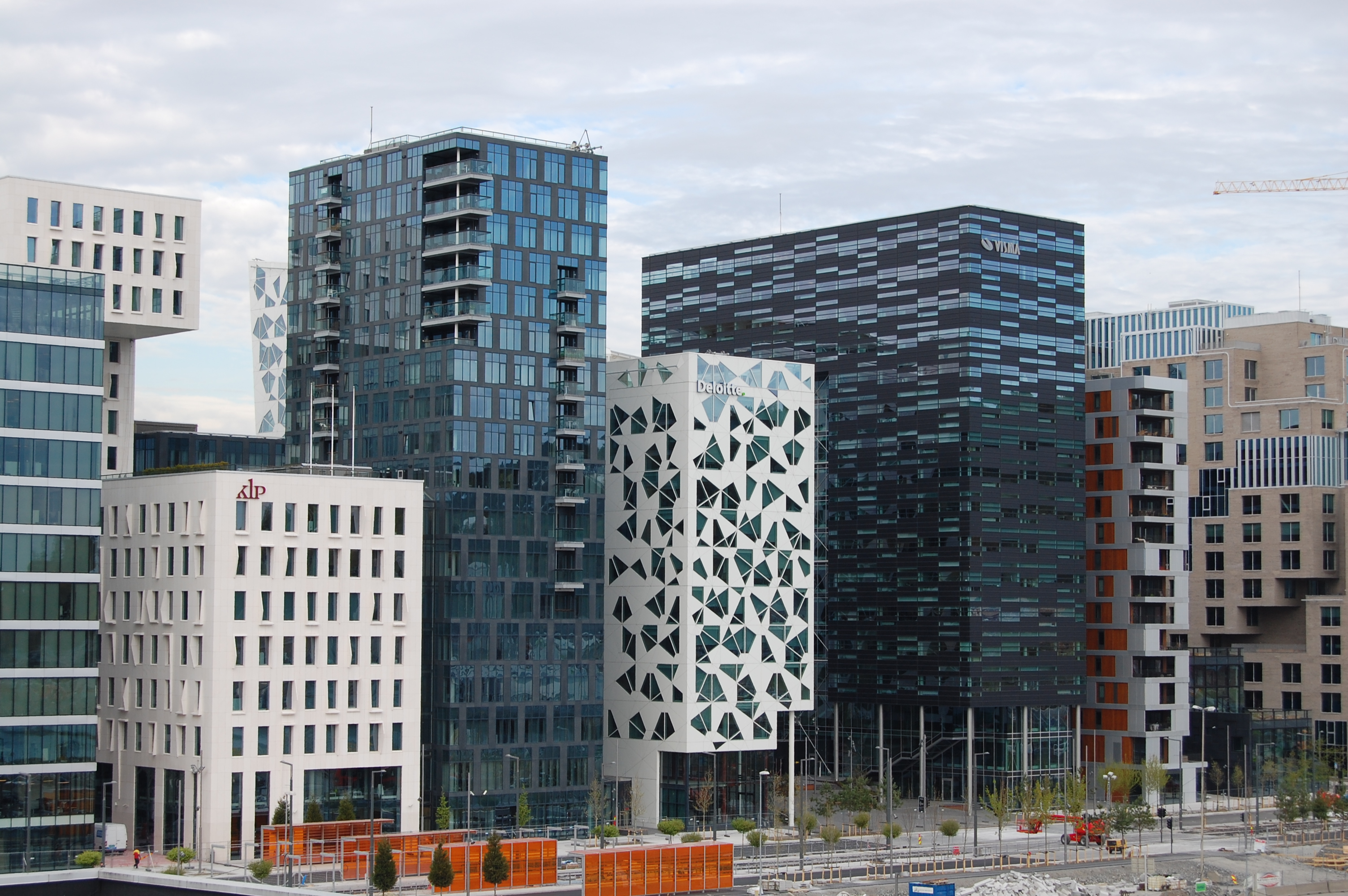
ビョルヴィカ・バーコードのビル群

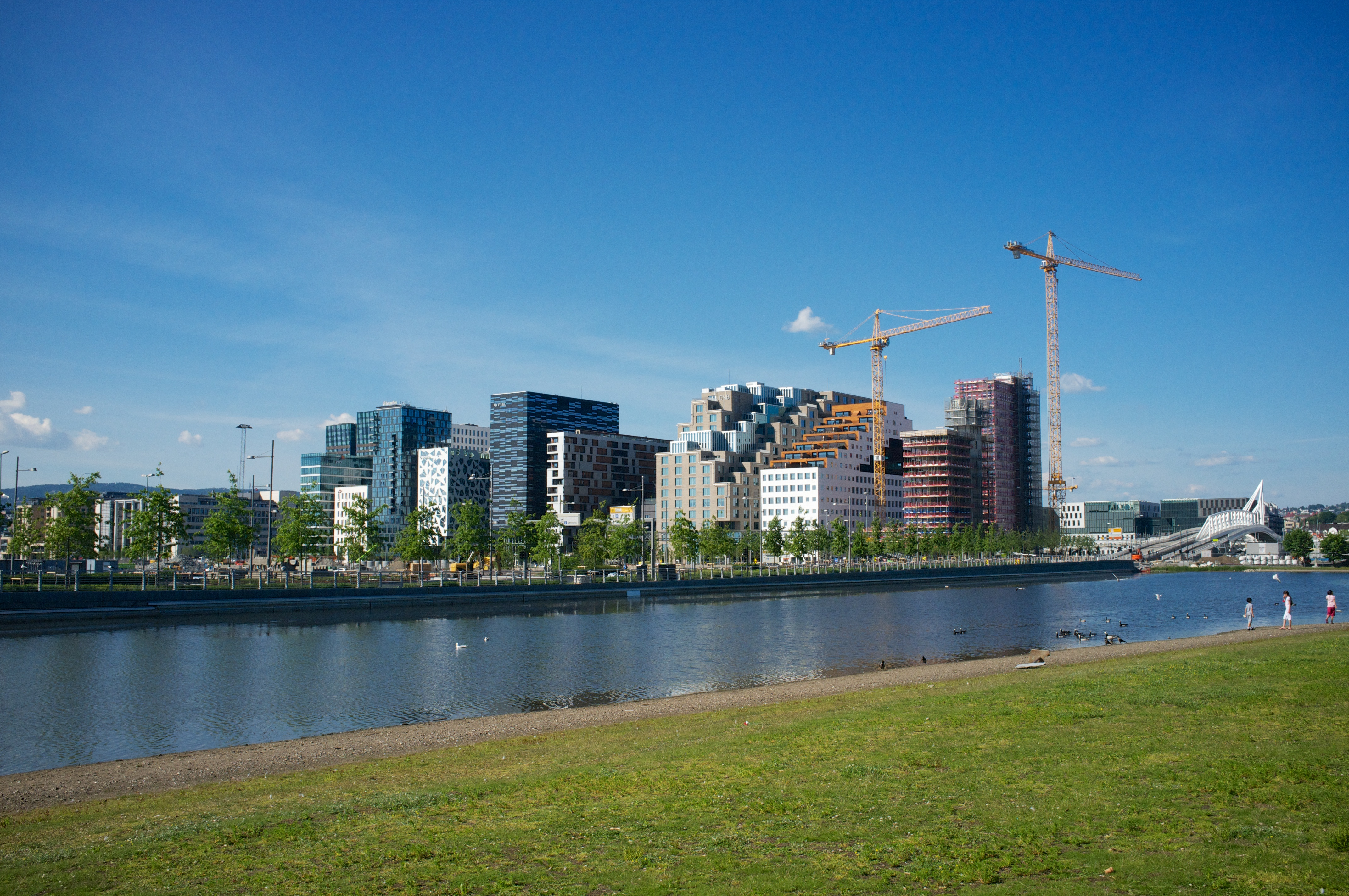
ビョルヴィカ・バーコードの遠景（2014年6月）

オスロ市は、オスロフィヨルド沿いの港湾や造船所などを再開発し、海辺に新たな市街地を形成する「フィヨルドシティ」 (Fjord City) 計画を進めている。アーケル・ブリッゲはその第一弾であったが、ビョルヴィカもその一環として再開発されることになった。2010年には入り江の中央に沈埋工法のビョルヴィカ・トンネルが開通し、これに伴って、高速道路E18号線のうち入り江の海岸沿いを1.8kmにわたって走る区間と、E18号線と国道4号線を結ぶ高架式のラウンドアバウト（Bispelokket交差点）は2012年までに撤去されることになった。ビョルヴィカの湾岸を東西に走るBispegata通りの場所には、ビョルヴィカの再開発地区の東西軸となる大通り、Dronning Eufemias gateが建設され、トラムがこの通りに沿うルートに変更されることになる。
オスロ港湾局の子会社である HAV Eiendom がビョルヴィカ再開発を担当している。完成すれば、ビョルヴィカ地区には4千人から5千人が住む集合住宅が建設され、オフィス地区には2万人が勤務することになる。さらに、文化施設の集積により世界中からの人々がビョルヴィカに来るようになり、一日3万人の来訪者が見込まれている。

オスロ・オペラハウス

2008年にはオスロ・オペラハウス（Operahuset i Oslo）がビョルヴィカの一番海側の部分に開館した。新アレクサンドリア図書館などを手がけたノルウェーのスノヘッタ社（スノーヘッタ、Snøhetta）の設計、国有建造物管理局 (Statsbygg) の施工で、33億ノルウェー・クローネを費やして完成している。面積は38,500平方メートルで、斜めに傾いた大屋根の上は大階段となって一般に開放されている。2008年には、ノルウェー議会はビョルヴィカへの新たな文化センターの建設を議決した。スペインのアバロス&ヘレロス (Abalos & Herreros) が設計を勝ち取ったこのセンターには、ムンク美術館、ステネルセン美術館、オスロ公共図書館が入居することになっているが、計画を巡って景観論争も起きている。
Dronning Eufemias 通りとオスロ中央駅の間には、高さ22階建てまでのガラス張りの中層ビルや高層ビルが12棟建設される計画になっている。オランダのMVRDVやノルウェーの Dark Architects の計画による計画はバーコード・ビルディングス (Barcode Buildings) と正式に命名されている。すでにプライスウォーターハウスクーパースが入居するビルは竣工しているが、この計画は高さなどを巡ってオスロ市民の激しい議論の的になっている。